# Ґенсувка
Ґенсувка (пол. Gęsówka) — село в Польщі, у гміні Врублев Серадзького повіту Лодзинського воєводства.
Населення — 63 особи (2011).
У 1975—1998 роках село належало до Серадзького воєводства.

## Демографія
Демографічна структура станом на 31 березня 2011 року:
|          | Загалом | Допрацездатний вік | Працездатний вік | Постпрацездатний вік |
| -------- | ------- | ------------------ | ---------------- | -------------------- |
| Чоловіки | 29      | 4                  | 22               | 3                    |
| Жінки    | 34      | 4                  | 21               | 9                    |
| Разом    | 63      | 8                  | 43               | 12                   |